# Sicelen

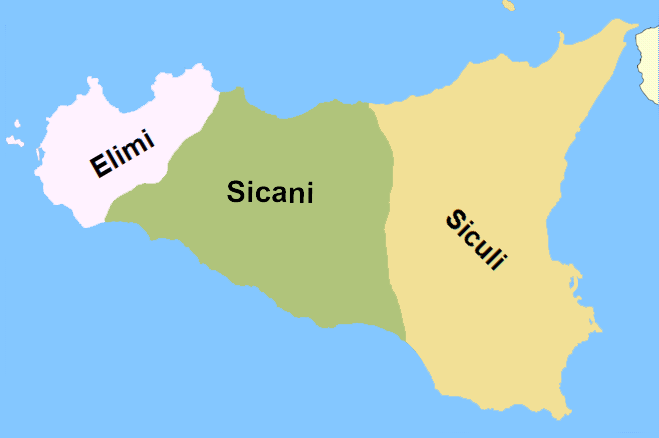
Sicelen

De Sicelen of Siculi (Oudgrieks: Σικελοί, Sikeloi, latijn: Siculi) waren een volk dat tijdens de Griekse kolonisatie van Sicilië het oosten van het eiland bewoonde.

## Gedurende de Griekse kolonisatie
Vanaf de tweede helft van de 8e eeuw v.Chr. werden de Sicelen door Griekse kolonisten toenemend naar het binnenland verdrongen. Een aantal Sicelen vocht als huursoldaat in Griekse dienst. Hippokrates van Gela nam naast Grieken ook Sicelen aan om zijn cavalerie op te bouwen.
In 465 v. Chr. verenigde Ducetius meerdere Siceelse stammen die zich door de Griekse expansie bedreigd voelden. Onder zijn leiding trokken de Sicelen op tegen de Griekse steden en plunderden enkele daarvan, zoals Morgantina (460 v.Chr.). Uiteindelijk liep deze opstand toch vast.
Buiten Sicilië zouden er in de 5e eeuw v.Chr. ook Sicelen op het Italiaanse vasteland gewoond hebben.

## Taal
De taal van de Sicelen is slechts van een paar korte, nog niet overtuigend vertaalde teksten bekend. Ze behoort tot de Indo-Europese talen, en waarschijnlijk tot de Italische tak.

## Mogelijke relatie met de Zeevolken
Sommige geleerden identificeren de Sicelen met de uit Egyptische bronnen bekende Tjekker (tkr, ook als Šikal of Šikel getranscribeerd), een van de Zeevolken die Egypte rond 1200 v.Chr. aanvielen. Uitgaande van de transcriptie Sjikal worden deze Tjekker weer geïdentificeerd met de in een uit 1200 v.Chr. stammende tekst uit Oegarit genoemde Sjikaleër (Ši-ka-la-iu-a, waarbij Šikala de naam van hun land is). Dit document betreft een brief van de Hettitische vorst, die van de prefect van Oegarit de uitlevering van een man verlangt die in de handen gevallen was van de Sjikaleër, welke "op schepen leefden".
Een andere identificatie is die met de eveneens uit Egyptische bronnen bekende Sjekelesj. Beide identificaties zijn echter zeer omstreden.